# Judo tại Thế vận hội Mùa hè 2008
Giải judo tại Thế vận hội Mùa hè 2008 diễn ra từ ngày 9 đến ngày 15 tháng 8 năm 2008 tại Nhà thi đấu trường Đại học Khoa học và Công nghệ Bắc Kinh.

## Xếp hạng theo quốc gia
| 1    | Nhật Bản (JPN)          | 4  | 1  | 2  | 7  |
| 2    | Trung Quốc (CHN)        | 3  | 0  | 1  | 4  |
| 3    | Hàn Quốc (KOR)          | 1  | 2  | 1  | 4  |
| 4    | Azerbaijan (AZE)        | 1  | 0  | 1  | 2  |
| 5    | Gruzia (GEO)            | 1  | 0  | 0  | 1  |
| 5    | Đức (GER)               | 1  | 0  | 0  | 1  |
| 5    | Ý (ITA)                 | 1  | 0  | 0  | 1  |
| 5    | Mông Cổ (MGL)           | 1  | 0  | 0  | 1  |
| 5    | România (ROU)           | 1  | 0  | 0  | 1  |
| 10   | Cuba (CUB)              | 0  | 3  | 3  | 6  |
| 11   | Pháp (FRA)              | 0  | 2  | 2  | 4  |
| 12   | Hà Lan (NED)            | 0  | 1  | 4  | 5  |
| 13   | CHDCND Triều Tiên (PRK) | 0  | 1  | 2  | 3  |
| 14   | Algérie (ALG)           | 0  | 1  | 1  | 2  |
| 14   | Uzbekistan (UZB)        | 0  | 1  | 1  | 2  |
| 16   | Áo (AUT)                | 0  | 1  | 0  | 1  |
| 16   | Kazakhstan (KAZ)        | 0  | 1  | 0  | 1  |
| 18   | Brasil (BRA)            | 0  | 0  | 3  | 3  |
| 19   | Argentina (ARG)         | 0  | 0  | 1  | 1  |
| 19   | Ai Cập (EGY)            | 0  | 0  | 1  | 1  |
| 19   | Slovenia (SLO)          | 0  | 0  | 1  | 1  |
| 19   | Thụy Sĩ (SUI)           | 0  | 0  | 1  | 1  |
| 19   | Tajikistan (TJK)        | 0  | 0  | 1  | 1  |
| 19   | Ukraina (UKR)           | 0  | 0  | 1  | 1  |
| 19   | Hoa Kỳ (USA)            | 0  | 0  | 1  | 1  |
| Tổng | Tổng                    | 14 | 14 | 28 | 56 |

## Bảng huy chương

### Nam
| Nội dung               | Vàng                              | Bạc                           | Đồng                             |
| ---------------------- | --------------------------------- | ----------------------------- | -------------------------------- |
| Hạng siêu nhẹ (60 kg)  | Choi Min-Ho · Hàn Quốc            | Ludwig Paischer · Áo          | Rishod Sobirov · Uzbekistan      |
| Hạng siêu nhẹ (60 kg)  | Choi Min-Ho · Hàn Quốc            | Ludwig Paischer · Áo          | Ruben Houkes · Hà Lan            |
| Hạng bán nhẹ (66 kg)   | Masato Uchishiba · Nhật Bản       | Benjamin Darbelet · Pháp      | Yordanis Arencibia · Cuba        |
| Hạng bán nhẹ (66 kg)   | Masato Uchishiba · Nhật Bản       | Benjamin Darbelet · Pháp      | Pak Chol Min · CHDCND Triều Tiên |
| Hạng nhẹ (73 kg)       | Elnur Mammadli · Azerbaijan       | Wang Ki-Chun · Hàn Quốc       | Rasul Boqiev · Tajikistan        |
| Hạng nhẹ (73 kg)       | Elnur Mammadli · Azerbaijan       | Wang Ki-Chun · Hàn Quốc       | Leandro Guilheiro · Brasil       |
| Hạng bán trung (81 kg) | Ole Bischof · Đức                 | Kim Jae-Bum · Hàn Quốc        | Tiago Camilo · Brasil            |
| Hạng bán trung (81 kg) | Ole Bischof · Đức                 | Kim Jae-Bum · Hàn Quốc        | Roman Gontiuk · Ukraina          |
| Hạng trung (90 kg)     | Irakli Tsirekidze · Gruzia        | Amar Benikhlef · Algérie      | Hesham Mesbah · Ai Cập           |
| Hạng trung (90 kg)     | Irakli Tsirekidze · Gruzia        | Amar Benikhlef · Algérie      | Sergei Aschwanden · Thụy Sĩ      |
| Hạng bán nặng (100 kg) | Naidangiin Tüvshinbayar · Mông Cổ | Askhat Zhitkeyev · Kazakhstan | Movlud Miraliyev · Azerbaijan    |
| Hạng bán nặng (100 kg) | Naidangiin Tüvshinbayar · Mông Cổ | Askhat Zhitkeyev · Kazakhstan | Henk Grol · Hà Lan               |
| Hạng nặng (+100 kg)    | Satoshi Ishii · Nhật Bản          | Abdullo Tangriev · Uzbekistan | Teddy Riner · Pháp               |
| Hạng nặng (+100 kg)    | Satoshi Ishii · Nhật Bản          | Abdullo Tangriev · Uzbekistan | Oscar Braison · Cuba             |

### Nữ
| Nội dung               | Vàng                              | Bạc                                        | Đồng                            |
| ---------------------- | --------------------------------- | ------------------------------------------ | ------------------------------- |
| Hạng siêu nhẹ (48 kg)  | Alina Alexandra Dumitru · România | Yanet Bermoy · Cuba                        | Paula Pareto · Argentina        |
| Hạng siêu nhẹ (48 kg)  | Alina Alexandra Dumitru · România | Yanet Bermoy · Cuba                        | Ryoko Tani · Nhật Bản           |
| Hạng bán nhẹ (52 kg)   | Tiển Đông Muội · Trung Quốc       | An Kum-Ae · CHDCND Triều Tiên              | Soraya Haddad · Algérie         |
| Hạng bán nhẹ (52 kg)   | Tiển Đông Muội · Trung Quốc       | An Kum-Ae · CHDCND Triều Tiên              | Misato Nakamura · Nhật Bản      |
| Hạng nhẹ (57 kg)       | Giulia Quintavalle · Ý            | Deborah van der Veken-Gravenstijn · Hà Lan | Hứa Nham · Trung Quốc           |
| Hạng nhẹ (57 kg)       | Giulia Quintavalle · Ý            | Deborah van der Veken-Gravenstijn · Hà Lan | Ketleyn Quadros · Brasil        |
| Hạng bán trung (63 kg) | Ayumi Tanimoto · Nhật Bản         | Lucie Décosse · Pháp                       | Elisabeth Willeboordse · Hà Lan |
| Hạng bán trung (63 kg) | Ayumi Tanimoto · Nhật Bản         | Lucie Décosse · Pháp                       | Won Ok-Im · CHDCND Triều Tiên   |
| Hạng trung (70 kg)     | Masae Ueno · Nhật Bản             | Anaysi Hernandez · Cuba                    | Ronda Rousey · Hoa Kỳ           |
| Hạng trung (70 kg)     | Masae Ueno · Nhật Bản             | Anaysi Hernandez · Cuba                    | Edith Bosch · Hà Lan            |
| Hạng bán nặng (78 kg)  | Dương Tú Lệ · Trung Quốc          | Yalennis Castillo · Cuba                   | Jeong Gyeong-Mi · Hàn Quốc      |
| Hạng bán nặng (78 kg)  | Dương Tú Lệ · Trung Quốc          | Yalennis Castillo · Cuba                   | Stéphanie Possamaï · Pháp       |
| Hạng nặng (+78 kg)     | Đông Văn · Trung Quốc             | Maki Tsukada · Nhật Bản                    | Idalis Ortiz · Cuba             |
| Hạng nặng (+78 kg)     | Đông Văn · Trung Quốc             | Maki Tsukada · Nhật Bản                    | Lucija Polavder · Slovenia      |